# هواکش پنجره ای

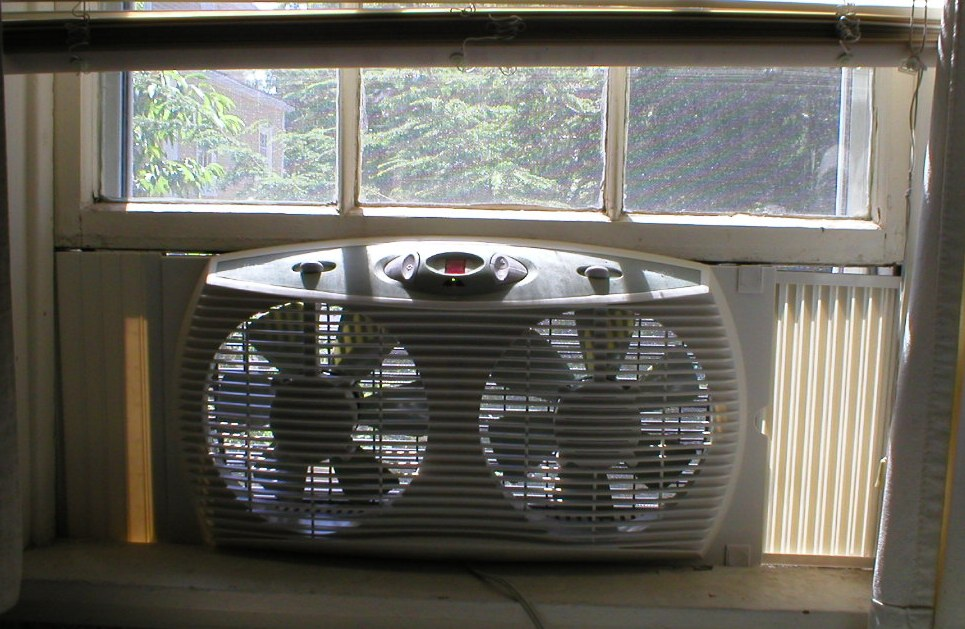
یک هواکش پنجره ای دوقلو با ترموستات

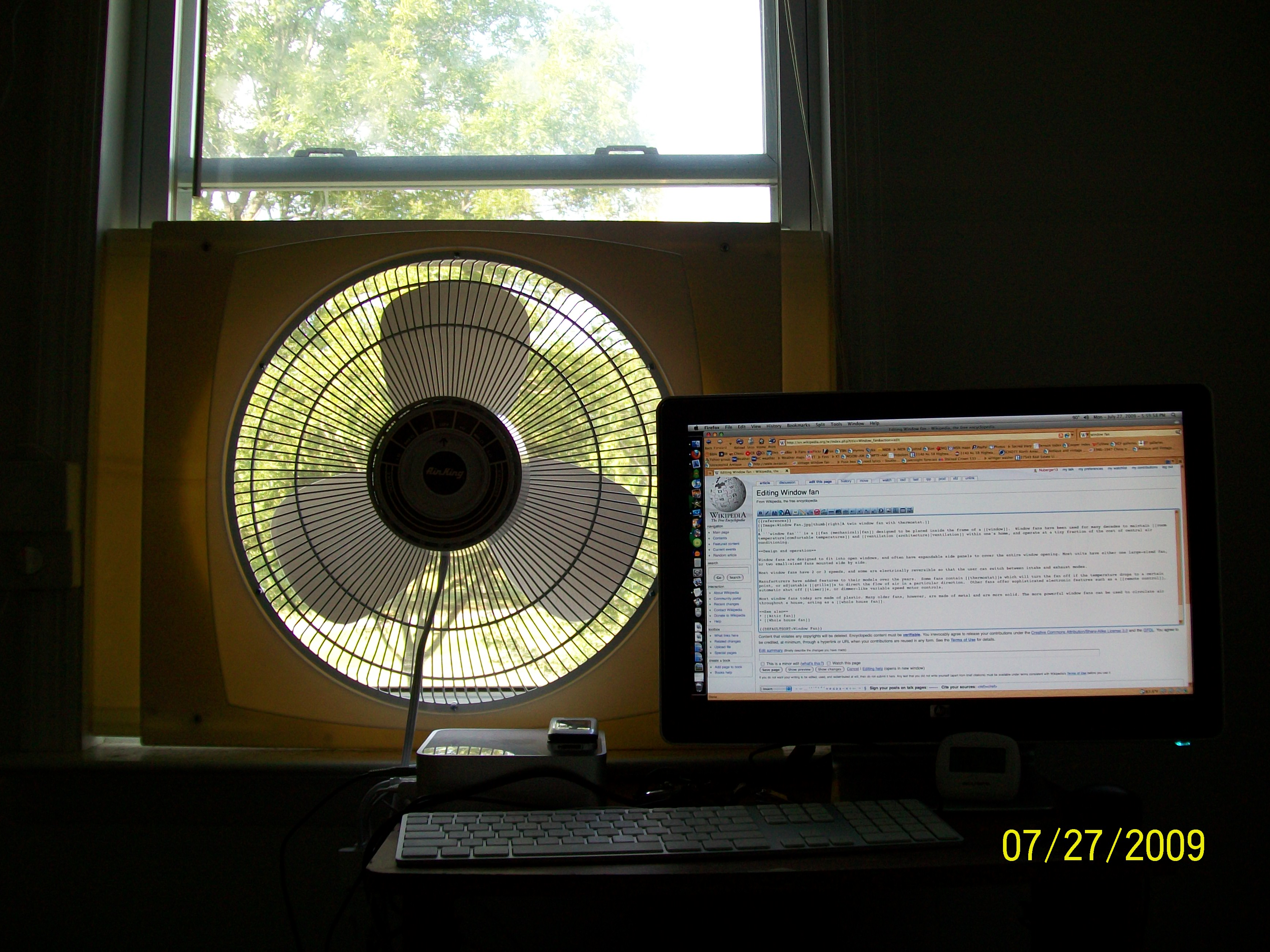
یک هواکش پنجره ای تکی بزرگ کل خانه w/ 3-کنترل سرعت و مصرف/اگزوز کنترل

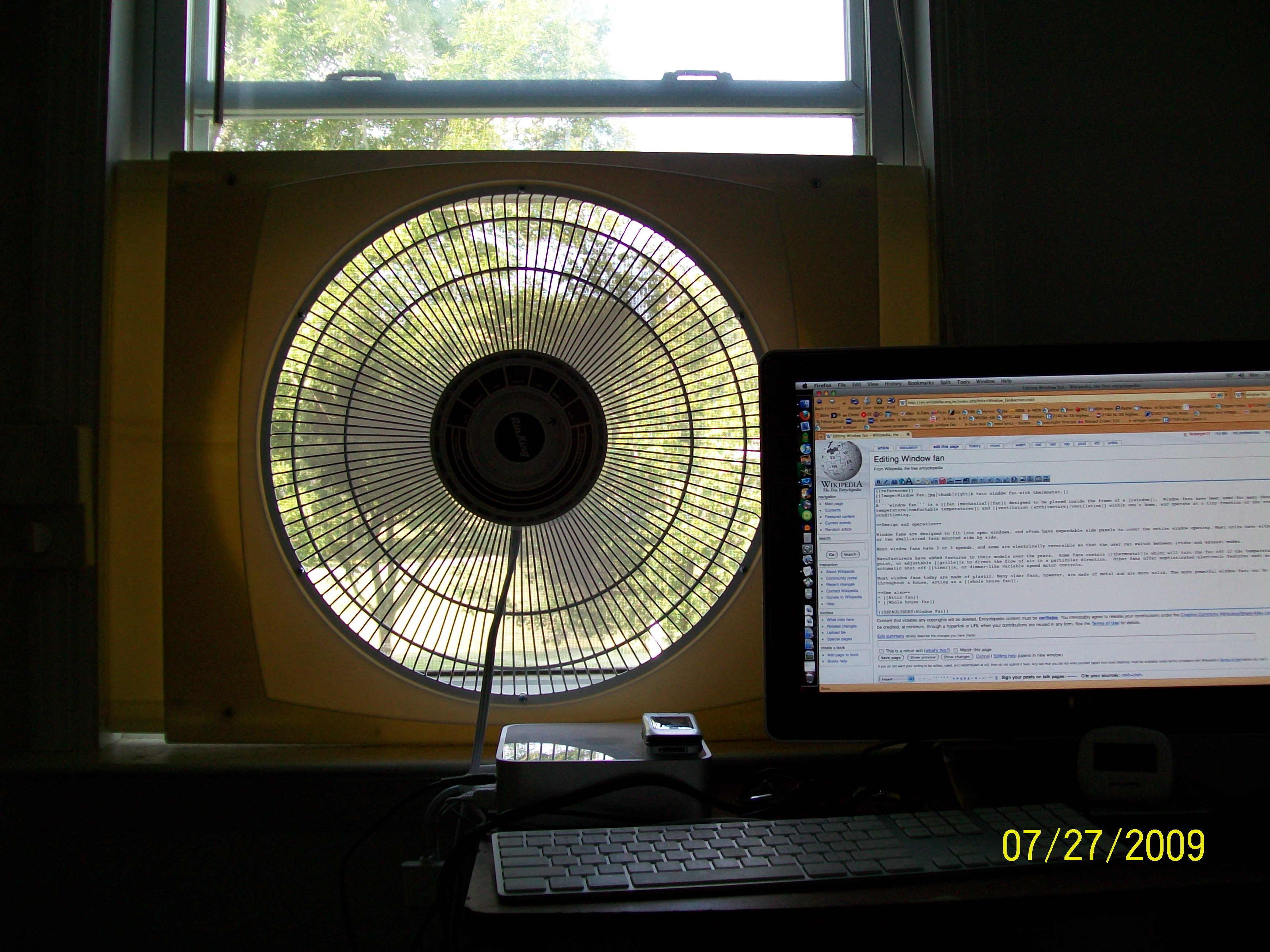
همان هواکش در زمان تهویه

یک هواکش پنجره یک نوع فن می‌باشد که در داخل قاب یک پنجره تعبیه می‌گردد. هواکش‌های پنجره برای چندین دهه برای حفظ دمای اتاق و تهویه در داخل خانه و محل کار در بخش کوچکی از هزینه‌های تهویه مطبوع مرکزی استفاده می‌شده‌اند.

## طراحی و عملیات
هواکش‌های پنجره برای قرار گرفتن شدن در پنجره‌های باز طراحی شده‌اند و معمولاً دارای پنل جداشونده برای پوشش کل پنجره می‌باشند. اکثر دستگاه‌ها یا یک هواکش بزرگ یا دو هواکش کوچک نصب شده در کنار هم دارند.
اکثر هواکش‌های پنجره دو یا سه سرعت و برخی به صورت برگشت الکتریکی هستند به طوری که کاربر می‌تواند بین حالت ورودی و خروجی سوئیچ کند.
تولیدکنندگان قابلیت‌هایی به مدل‌های خود در طول سالها افزوده‌اند. برخی از هواکش‌ها شامل ترموستات هستند که به نوبه خود فن خاموش اگر حرارت هوا قطره به یک نقطه خاص یا قابل تنظیم دریچه برای هدایت جریان هوا در یک جهت خاص است. هواکش‌های دیگر قابلیت‌های پیچیده الکترونیکی مانند کنترل از راه دور، به صورت خودکار خاموش کردن تایمرو دیمر-مانند متغیر-کنترل سرعت موتور.
اکثر هواکش‌های پنجره ای امروزه از پلاستیک ساخته شده‌است. بسیاری از هواکش‌های قدیمی تر بیشتر از فلز از جامدات ساخته شده‌اند. هواکش‌های پنجره ای قدرتمندتر می‌تواند برای گردش هوا در سراسر خانه به عنوان یک کل خانه فن بکار گرفته شود.